# Bahnstrecke Monserrato–Isili
| |                          |                                    |                                    |
| Streckenlänge: | 70 km                    |                                    |                                    |
| Spurweite: | 950 mm (ital. Meterspur) |                                    |                                    |
| |                          |                                    |                                    |
| \| \| \| Stadtbahn von Cagliari \| \| \| \| \| Monserrato San Gottardo \| \| \| \| 0,000 \| Monserrato (Stazione) \| 13 m s.l.m. \| \| \| \| Depot \| \| \| \| \| SS 554 \| \| \| \| \| Selargius \| \| \| \| 3,974 \| Settimo San Pietro \| 64 m s.l.m. \| \| \| 11,860 \| Soleminis \| 179 m s.l.m. \| \| \| 15,618 \| Dolianova-Serdiana \| 193 m s.l.m. \| \| \| 24,647 \| Donorì \| 143 m s.l.m. \| \| \| \| Piscanali \| 123 m s.l.m. \| \| \| \| Onigu \| 122 m s.l.m. \| \| \| 34,294 \| Barrali-Pimentel \| 131 m s.l.m. \| \| \| 40,852 \| Senorbì \| 190 m s.l.m. \| \| \| 41,860 \| Senorbì Scuola (nicht im Fahrplan) \| Senorbì Scuola (nicht im Fahrplan) \| \| \| 44,060 \| Suelli \| 222 m s.l.m. \| \| \| 51,028 \| Gesico-Siurgus Donigala \| 374 m s.l.m. \| \| \| 58,918 \| Mandas \| 490 m s.l.m. \| \| \| \| Bivio Escolca \| \| \| \| \| Bahnstrecke nach Arbatax \| \| \| \| 63,309 \| Serri \| 561 m s.l.m. \| \| \| 71,115 \| Isili \| 510 m s.l.m. \| \| \| \| Bahnstrecke nach Sorgono \| \| |                          |                                    |                                    |
| Strecke |                          | Stadtbahn von Cagliari             | Stadtbahn von Cagliari             |
| Spitzkehrbahnhof links |                          | Monserrato San Gottardo            | Monserrato San Gottardo            |
| Dienststation / Betriebs- oder Güterbahnhof | 0,000                    | Monserrato (Stazione)              | 13 m s.l.m.                        |
| Abzweig geradeaus und von links |                          | Depot                              | Depot                              |
| Strecke mit Straßenbrücke |                          | SS 554                             | SS 554                             |
| ehemaliger Haltepunkt / Haltestelle |                          | Selargius                          | Selargius                          |
| Bahnhof | 3,974                    | Settimo San Pietro                 | 64 m s.l.m.                        |
| Haltepunkt / Haltestelle | 11,860                   | Soleminis                          | 179 m s.l.m.                       |
| Bahnhof | 15,618                   | Dolianova-Serdiana                 | 193 m s.l.m.                       |
| Bahnhof | 24,647                   | Donorì                             | 143 m s.l.m.                       |
| ehemaliger Haltepunkt / Haltestelle |                          | Piscanali                          | 123 m s.l.m.                       |
| ehemaliger Haltepunkt / Haltestelle |                          | Onigu                              | 122 m s.l.m.                       |
| Haltepunkt / Haltestelle | 34,294                   | Barrali-Pimentel                   | 131 m s.l.m.                       |
| Bahnhof | 40,852                   | Senorbì                            | 190 m s.l.m.                       |
| Haltepunkt / Haltestelle | 41,860                   | Senorbì Scuola (nicht im Fahrplan) | Senorbì Scuola (nicht im Fahrplan) |
| Haltepunkt / Haltestelle | 44,060                   | Suelli                             | 222 m s.l.m.                       |
| Bahnhof | 51,028                   | Gesico-Siurgus Donigala            | 374 m s.l.m.                       |
| Bahnhof | 58,918                   | Mandas                             | 490 m s.l.m.                       |
| Blockstelle |                          | Bivio Escolca                      | Bivio Escolca                      |
| Abzweig geradeaus und nach rechts |                          | Bahnstrecke nach Arbatax           | Bahnstrecke nach Arbatax           |
| Haltepunkt / Haltestelle | 63,309                   | Serri                              | 561 m s.l.m.                       |
| Bahnhof | 71,115                   | Isili                              | 510 m s.l.m.                       |
| Strecke |                          | Bahnstrecke nach Sorgono           | Bahnstrecke nach Sorgono           |

Die Bahnstrecke Monserrato–Isili ist eine schmalspurige Nebenbahn auf Sardinien. Ursprünglich führte die Bahnstrecke vom Bahnhof Cagliari viale Bonaria in die Kleinstadt Isili, inzwischen fährt seit dem 17. März 2008 auf dem ehemaligen Teilstück zwischen Cagliari piazza Repubblica und dem neuen Bahnhof Monserrato via San Gottardo die Stadtbahn.

## Geschichte
Am 15. Februar 1888 nahm die Strade Ferrate Secondarie della Sardegna den Betrieb auf der Bahnstrecke Cagliari–Isili mit einer Spurweite von 950 mm auf. Im Jahr 1921 ging die Bahnstrecke an die Ferrovie Complementari della Sardegna. 1943, während des Zweiten Weltkrieges, konnten sich die Einwohner von Cagliari mit der Eisenbahn vor den alliierten Bombern in Sicherheit bringen.
Ab den 1960er Jahren wurde es zunehmend schwieriger, die Bahnstrecken auf Sardinien zu betreiben. So entstand durch Fusion im Jahr 1989 die neue Bahngesellschaft Ferrovie della Sardegna. Sie stellte ein neues Tourismuskonzept auf und vermarktet dieses als Trenino Verde, welches aus Kostengründen wieder zur Disposition steht.
In den Jahren 2010 und 2011 wurde die Strecke während einer Sperrung auf größeren Abschnitten neu trassiert; dies ermöglicht durch größere Kurvenradien eine Geschwindigkeitsanhebung.
Im aktuellen Fahrplan verkehren werktags acht Zugpaare bis Mandas, lediglich fünf erreichen Isili. Sonn- und Feiertags werden die Züge durch Busse ersetzt.

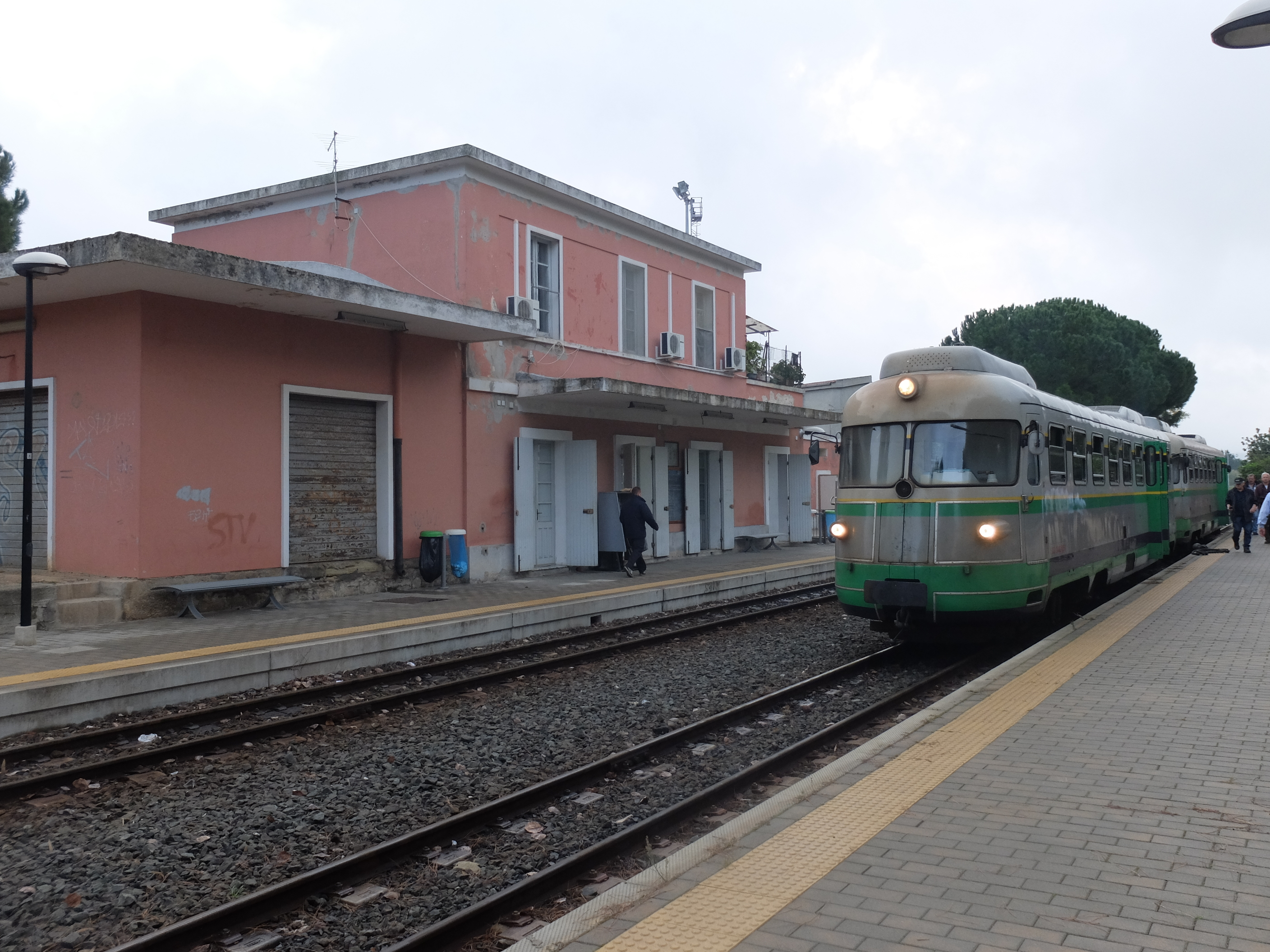
Bahnhof Dolianova-Serdiana (2015)
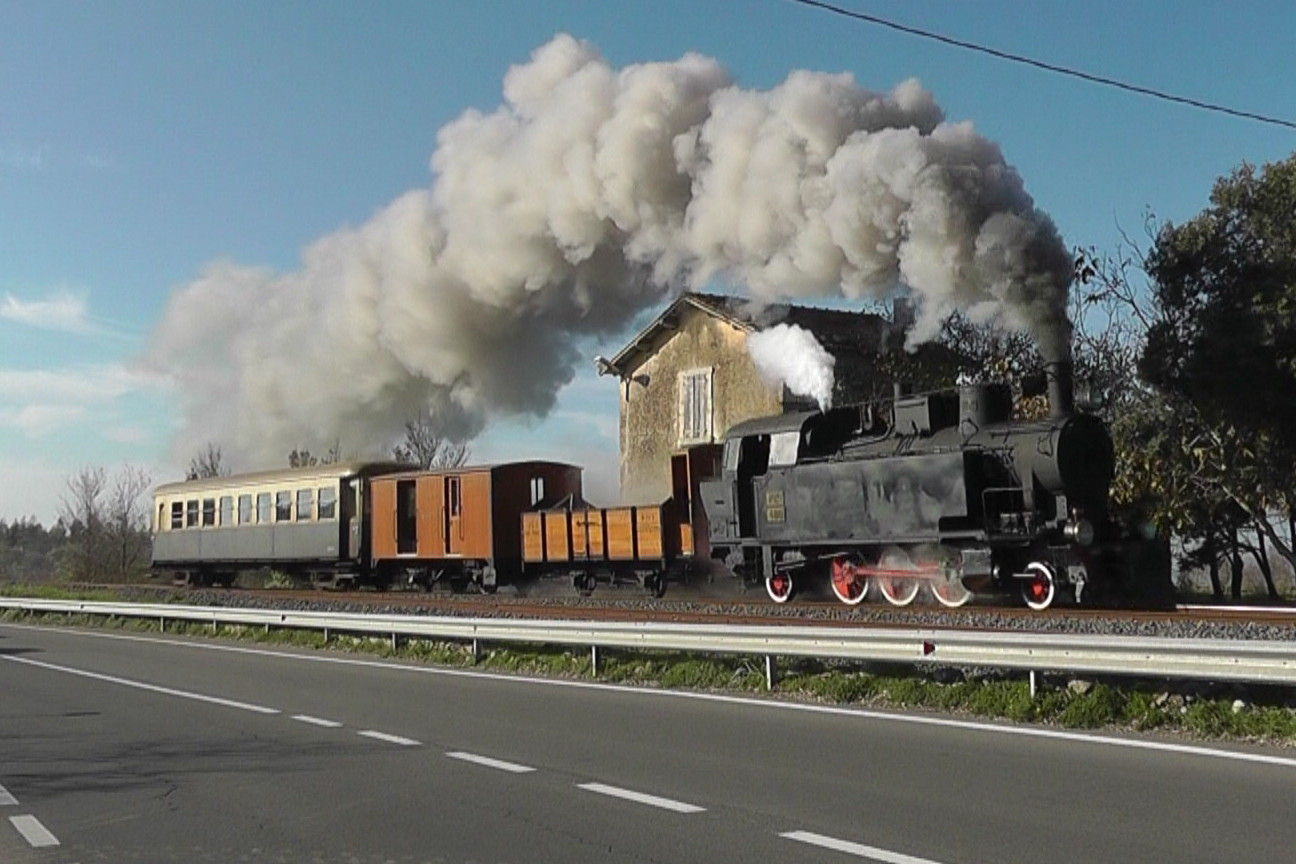
Abzweig bei Bivio Escolca (2015)
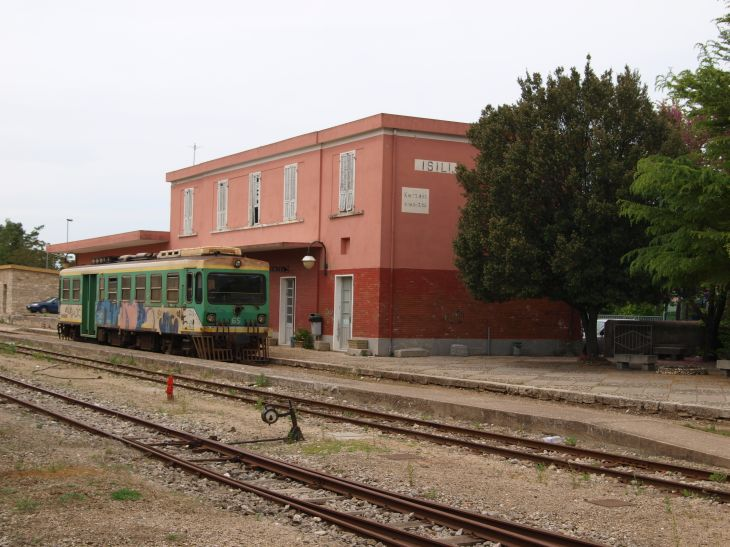
Bahnhof Isili (2009)
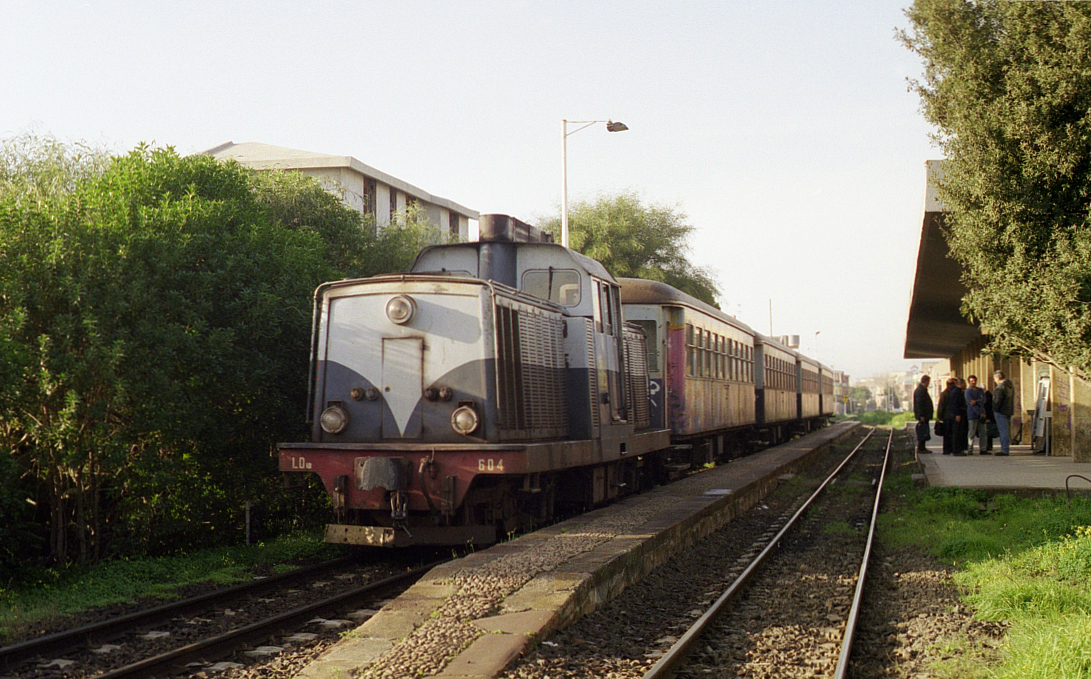
Monserrato Stazione (2001)

## Trivia
Der englische Schriftsteller D. H. Lawrence widmete in seinem 1921 erschienenen Buch Sea and Sardinia (Das Meer und Sardinien, ISBN 978-3-257-21312-6) etliche Seiten einer Eisenbahnfahrt auf dieser Strecke.